# Datasheet

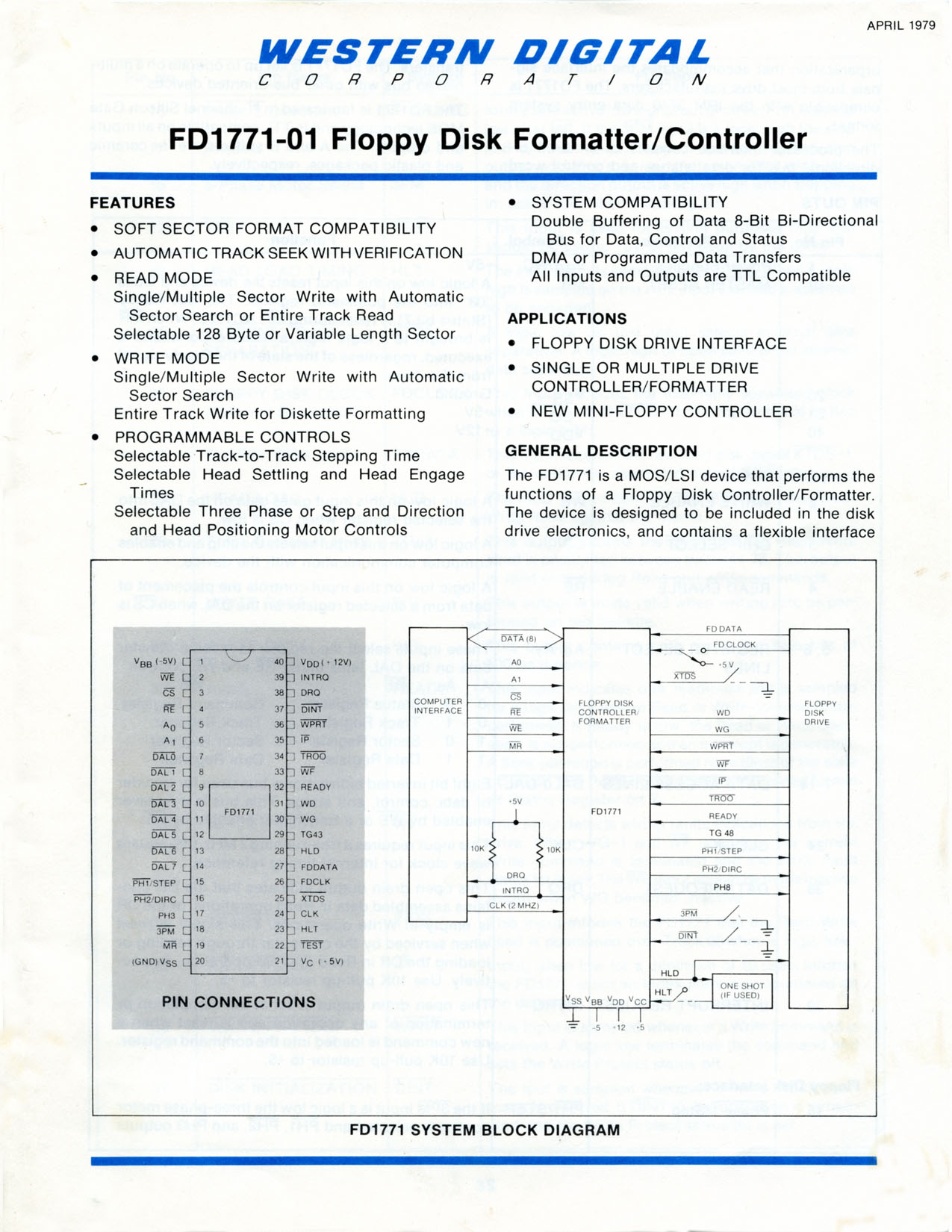
Um datasheet de um controlador de disquete.

Um datasheet, folha de dados ou folha de especificações é um documento que resume o desempenho e outras características técnicas de um produto, máquina, componente (por exemplo, um componente eletrônico), material, subsistema (por exemplo, fonte de alimentação) ou software em detalhe suficiente para que possa ser usado por um engenheiro de projeto para integrar o componente em um sistema. Normalmente, uma folha de dados é criada pelo fabricante do componente/subsistema/software e começa com uma página introdutória descrevendo o restante do documento, seguida por listagens de características específicas, com informações adicionais sobre a conectividade dos dispositivos. Nos casos em que há código-fonte relevante a ser incluído, geralmente é anexado próximo ao final do documento ou separado em outro arquivo.
Dependendo da finalidade específica, uma folha de dados pode oferecer um valor médio, um valor típico, uma faixa típica, tolerâncias de engenharia ou um valor nominal. O tipo e a fonte de dados são geralmente indicados na folha de dados.
Uma folha de dados é geralmente usada para comunicação técnica para descrever as características técnicas de um item ou produto. Pode ser publicado pelo fabricante para ajudar as pessoas a escolher produtos ou ajudar a usar os produtos. Por outro lado, uma especificação técnica é um conjunto explícito de requisitos a serem atendidos por um material, produto ou serviço.
Uma folha de dados eletrônica especifica características em uma estrutura formal que permite que as informações sejam processadas por uma máquina. Essas descrições legíveis por máquina podem facilitar a recuperação de informações, exibição, projeto, teste, interface, verificação e descoberta do sistema. Exemplos incluem datasheet de transdutor  eletrônico para descrever as características do sensor e descrições de dispositivos eletrônicos em CANopen ou descrições em linguagens de marcação, como SensorML.

## Informações típicas de um datasheet de um eletrônico
Os exemplos incluem:

### Componente eletrônico
Uma folha de dados típica para um componente eletrônico contém a maioria das informações a seguir:
- Nome do fabricante
- Produto número e nome
- Lista de formatos de pacote disponíveis (com imagens) e códigos de pedido
- Propriedades Notáveis do dispositivo
- Breve descrição funcional
- Diagrama de conexão das pinagens
- Classificações mínimas e máximas absolutas (tensão de alimentação, consumo de energia, correntes de entrada, temperaturas de armazenamento, operação, soldagem, etc.)
- Condições de operação recomendadas (como classificação mínima e máxima absoluta)
- Especificações em CC (várias temperaturas, tensões de alimentação, correntes de entrada, etc.)
- Consumo máximo de energia em toda a faixa de temperatura operacional
- Especificações em  AC (várias temperaturas, tensões de alimentação, frequências, etc.)
- Diagrama de forma de onda de entrada/saída
- Diagrama de temporização
- Algumas características são dadas somente a uma temperatura específica, tipicamente 25°C (77 ° F)
- Detalhes físicos mostrando dimensões mínimas/típicas/máximas, locais de contato e tamanhos
- Circuito de teste
- Códigos de pedidos para diferentes pacotes e critérios de desempenho
- Isenção de responsabilidade quanto ao uso de dispositivos em determinados ambientes, como usinas nucleares e sistemas de suporte á vida
- Recomendações de aplicação, como os capacitores de filtro, layout da placa de circuito etc.
- Errata, frequentemente publicada antes da correção subsequente e revisão relevante da folha de dados

### Computador pessoal
- Número de portas
  - USB, Ethernet, FireWire, S/PDIF, PS/2, Serial, Paralela
- Expansão de baías de
  - Baías de 5.25 polegadas
  - Baías de 3.5 polegadas
- Placa-mãe
  - Soquete de CPU
    - Barramento frontal (FSB)
    - Barramento traseiro (BSB)

  - Chipset
    - Ponte norte
    - Ponte sul

  - Memória de acesso aleatório (RAM) slots
  - Interconexão de Componentes Periféricos (PCI) e PCI Express (PCIe) barramento e slots
  - Disquete, interfaces ATA (IDE) e SATA
  - Ventiladores e monitoramento de temperatura
  - Controladores gráficos integrados
  - Interfaces de LAN integradas
  - Firmware (BIOS)
  - Fator de forma
- Placas de Vídeo
  - Tipo AGP
  - Memória
- Placa de áudio
- Compatibilidade de Hardware os requisitos básicos e detalhes de instalação para o computador os drivers de dispositivo
- Sistema operacional e outros softwares instalados (se incluído)

Embora uma folha de dados possa incluir um diagrama de circuito de "uso típico", bem como exemplos de programação no caso de dispositivos programáveis, esse tipo de informação é frequentemente publicado em uma nota de aplicação separada, com um alto nível de detalhes.
Historicamente, as folhas de dados estavam normalmente disponíveis em um banco de dados (databook) que contem muitas folhas de dados, geralmente agrupadas por fabricante ou tipo geral. Hoje, eles também estão disponíveis através da Internet em forma de tabela ou através de documentos para download (geralmente PDF).